# Борха-Льянсоль де Романи, Педро Луис
Педро Луис де Борха-Льянсоль де Романи (исп. Pedro Luis de Borja Llançol de Romaní; 1472 — 4 октября 1511) — римско-католический кардинал, внучатый племянник папы римского Александра VI. Младший брат кардинала Хуана де Борха-Льянсоля де Романи.

## Ранняя жизнь
Родился в 1472 году в Валенсии. Третий из восьми сыновей Хофре де Борха-Льянсоль де Романи и Хуаны де Монкада. В начале своей карьеры он стал членом Ордена Святого Иоанна Иерусалимского и Госпитальеры и мальтийским рыцарем. Когда он попытался взять под свой контроль должность приора Ордена в Каталонии в 1498 году, король Фердинанд II Арагонский через своего посла в Риме попытался отменить назначение на должность приора Педро Луиса де Борха. Его назначение было отменено, он был назначен приором Ордена в Санта-Эуфемия-дель-Арройо.

## Кардинал и епископ
20 марта 1500 года папа римский Александр VI In pectore (в тайне) назначил Педро Луиса де Борха кардиналом-дьяконом, но назначение было объявлено только на следующей консистории 28 сентября этого года. Он стал кардиналом-дьяконом в Санта-Марии-ин-Виа-Лата.
Уже будучи кардиналом, Педро Луис де Борха 29 июля 1500 года был избран архиепископом Валенсии, этот пост он занимал до своей смерти, сменив своего брата, Хуана де Борха. Педро Луис де Борха никогда не посещал свою епархию в сане архиепископа и с 29 августа 1500 года управлял ей через своего прокурора, Гиллема Рамона де Сентельеса.
Благодаря влиянию папы римского Александра VI Педро Луис де Борха получил должность губернатора Сполето (10 августа 1500), губернатора Баньореджо и аббата-коммендатора цистерцианского монастыря Вальдигна и бенедиктинского монастыря Сан-Симпличиано в Милане. Под влиянием Дердо Луиса де Борха папы римский 23 января 1501 года подписал буллу о создании университета в Валенсии.
Когда Педро Луис де Борха 17 июня 1501 года прибыл в Рим, его встречал на площади Пьяцца-дель-Пополо его встречал брат, Родриго де Борха, капитан палатинской гвардии.

## После смерти Александра VI
18 августа 1503 года скончался папа римский Александр VI. Как кардинал-выборщик, Педро Луис де Борха принимал участие в папских конклавах в сентябре и октябре 1503 года. Несмотря на противодействие дома Борджиа, в октябре 1503 года новым папой римским был избран Юлий II (в миру — Джулиано делла Ровере). Юлий II приказал арестовать Чезаре Борджиа. 20 декабря 1503 года кардинал Педро Луис де Борха, опасаясь ареста, бежал из Рима в Неаполь.
2 января 1504 года папа римский Юлий II просил Педро Луиса де Борха вернуться в Рим и освободил из-под ареста его двоюродного брата Чезаре Борджиа, чтобы он смог присоединиться к нему в Неаполе в апреле. Несколько месяцев спустя распространился слух о смерти кардинала. 3 февраля 1504 года испанские монархи в письме к своему послу в Риме, прося, чтобы папа не назначил нового архиепископа Валенсии, без предварительного назначения со стороны испанского королевского двора. Слухи о смерти Педро Луиса де Борха не подтвердились, а сам кардинал продолжал оставаться в Неаполе. В 1510 году Педро Луис де Борха был назначен архипресвитером в Санта-Мария-Маджоре.
В конце 1511 года, получил ложное известие о смерти папы Юлия II, кардинал Педро Луис де Борха решил вернуться в Рим. Он скончался во время поездки, в результате падения с лошади, 4 октября 1511 года. Он был похоронен в церкви Сан-Пьетро-а-Майелла в Риме.